# Sans laisser de traces (film, 2010)
Pour les articles homonymes, voir Sans laisser de traces.
Pour plus de détails, voir Fiche technique et Distribution.
Sans laisser de traces est un film franco-belge réalisé par Grégoire Vigneron, sorti en 2010.

## Synopsis
Un PDG retrouve un ancien ami et lui confie un secret lourd concernant un détournement important ayant causé la ruine d'un innocent. Ils décident de tout avouer. Quand ce dernier menace de les dénoncer, arrive un accident tragique.

## Fiche technique
- Réalisation : Grégoire Vigneron
- Producteurs : Olivier Delbosc et Marc Missonier
- Scénario : Laurent Tirard, Grégoire Vigneron
- Producteur exécutif : Christine de Jekel
- Directeur de production : Philippe Saal
- Société de production : Fidélité, en association avec Cinémage 4
- Distribution : Mars Films
- Directeur de la photographie : Laurent Dailland
- Monteuse : Valérie Deseine
- Ingénieur du son : Henri Morelle
- Ingénieur du son : Marc Bastien
- Mixage : Thomas Gauder
- Chef décorateur : Bertrand Seitz
- Costumière : Florence Scholtes
- Costumier : Christophe Pidré
- Directeur du casting : Stéphane Foenkinos
- Assistant réalisateur : Denis Imbert
- Compositeur : Christophe La Pinta
- Box Office France : 81 393 entrées
- Budget : 7 500 000 euros
- N° de visa : 122 197
- Déconseillé aux moins de 10 ans
- couleur
- Format de production : 35 mm
- Tourné en : français
- Date de sortie : 10 mars 2010

## Distribution
- Benoît Magimel : Étienne Meunier
- François-Xavier Demaison : Patrick Chambon
- Julie Gayet : Clémence Meunier
- Léa Seydoux : Fleur Michelet
- Jean-Marie Winling : Maurice, le père de Clémence
- Dominique Labourier : Micheline, la mère de Clémence
- André Wilms : François Michelet
- Stéphane de Groodt : l'inspecteur Kazinski
- Yves Jacques : maître Bardon
- Christelle Cornil : Laurence, la secrétaire d'Étienne
- Jean-Yves Roan : Richard Gauthier
- Georges Siatidis : Malbert
- William Miller : Ritchie Brown
- Stéphane Foenkinos : créatif pub 1
- Charles Van Tieghem : créatif pub 2
- Olivier Francart : cadre 1
- Alexandra Sallé : secrétaire de direction
- Lémi Cétol : employé funérarium
- Jade Foret : la fille russe au palace
- Stéphane Custers : le directeur du palace
- Rudi Delhem : le père d'Étienne
- Jo Deseure : la mère d'Étienne
- Aline Tcheou : Jamina
- Stéphanie Van Vyve : la femme pub
- David Leclercq : flic début
- Ludovic Gossiaux : le brigadier
- Serge Larivière : brigadier-chef PAF
- Thomas Ancora : garçon fête 1
- Damien De Dobbeleer : garçon fête 2
- Jean-Henri Drèze : le type dans la rue